# Elusa simplex
Elusa simplex är en fjärilsart som beskrevs av W. Warren 1913. Elusa simplex ingår i släktet Elusa och familjen nattflyn. Inga underarter finns listade i Catalogue of Life.